# Sonda (Sonda)
Pour les articles homonymes, voir Sonda (homonymes).
Sonda est un petit bourg de la Commune de Sonda du Comté de Viru-Est en Estonie.
Au 31 décembre 2011, il compte 425 habitants. La ville possède une gare ferroviaire.